# Forschungsunion Wirtschaft – Wissenschaft
Die Forschungsunion Wirtschaft – Wissenschaft (häufig kurz: Forschungsunion) war ein Beratungsgremium der deutschen Bundesregierung, das von 2006 bis 2013 existierte und die Hightech-Strategie der Bundesregierung begleitet hat. Neben konkreten Fragestellungen, für die eigene „Promotorengruppen“ eingerichtet worden sind, befasste sich die Forschungsunion auch mit übergreifenden Fragen zum Innovationsgeschehen. Die Hightech-Strategie wurde ursprünglich 2006 verabschiedet und 2010 als „Hightech-Strategie 2020“ fortgeschrieben.
Die Forschungsunion hat ihre Themenfelder zuletzt auf die „Bedarfsfelder“ ausgerichtet, die die Bundesregierung im Sommer 2010 in der Hightechstrategie 2020 benannt hatte. Diese Felder waren: Klima/Energie, Gesundheit/Ernährung, Mobilität, Sicherheit, Kommunikation und Gesellschaftliche Rahmenbedingungen.

## Publikationen der Forschungsunion
Die Forschungsunion hat mehrere längere Diskussionspapiere veröffentlicht, die im Netz heruntergeladen werden können. Teilweise wurden auch englisch übersetzt Fassungen der Papiere publiziert. Diese Diskussionspapiere sind (Auswahl):
- Perspektivenpapier der Forschungsunion 2013, das die notwendigen nächsten Schritte zur Realisierung der Zukunftsprojekte beschreibt.
- Deutschlands Zukunft als Produktionsstandort sichern: Umsetzungsempfehlungen für das Zukunftsprojekt „Industrie 4.0“ (April 2013)
- Abschlussbericht der Promotorengruppe Mobilität: zusammenfassende Empfehlungen zum Zukunftsprojekt „Nachhaltige Mobilität“.
- Umsetzungsempfehlungen für das Zukunftsprojekt Industrie 4.0 (Oktober 2012)
- Bericht der Promotorengruppe Sicherheit (Februar 2012): Handlungsempfehlungen zu Datenschutz und Datensicherheit und Überlegungen zum sicheren Cloud Computing und Embedded Systems
- Bericht der Promotorengruppe Gesundheit/Ernährung Empfehlungen zu „Prävention für mehr Gesundheit und Lebensqualität“ und „Innovationen für die individualisierte Medizin“
- Bericht der Promotorengruppe Klima/Energie zur klimaangepassten Stadt und zum intelligenten Umbau der Energieversorgung (April 2011)
- Morgenstadt – Eine Antwort auf den Klimawandel – Zukunftsbild der „Morgenstadt“
- Woher das neue Wachstum kommt: Perspektivenpapier zur Innovationspolitik in zehn Punkten (Frühjahr 2009)

## Vorsitzende und Mitglieder der Kommission
Vorsitzende der Kommission waren:
- Hans-Jörg Bullinger, Senator der Fraunhofer-Gesellschaft zur Förderung der angewandten Forschung e.V., früher Präsident der Fraunhofer-Gesellschaft.
- Arend Oetker, Geschäftsführender Gesellschafter der Dr. Arend Oetker Holding

Mitglieder des Gremiums waren (Stand 2013):
- Andreas Barner, Sprecher der Unternehmensleitung der Boehringer Ingelheim GmbH
- Michael Baumann, Direktor der Klinik für Strahlentherapie und Radioonkologie des Universitätsklinikums Carl Gustav Carus, Dresden, und des OncoRay-Zentrums
- Lutz Bertling, Präsident & CEO der Eurocopter Gruppe, Mitglied des Executive Committee der EADS
- Reinhard Clemens, Vorstandsmitglied Deutsche Telekom AG, T-Systems
- Ottmar Edenhofer, Stellvertretender Direktor und Chefökonom des Potsdam-Instituts für Klimafolgenforschung e.V., Vorsitzender der Arbeitsgruppe III des Weltklimarates IPCC
- Jörg Hacker, Präsident der Deutschen Akademie der Naturforscher Leopoldina e.V. – Nationale Akademie der Wissenschaften
- Johannes Helbig, Chief Innovation Officer der Deutschen Post AG
- Dörte Höppner, Secretary General der European Private Equity & Venture Capital Association (EVCA)
- Stephan A. Jansen, Präsident der Zeppelin Universität gGmbH
- Henning Kagermann, Präsident von acatech – Deutsche Akademie der Technikwissenschaften e.V.
- Volker Kefer, Vorstand Technik und Infrastruktur der Deutschen Bahn AG
- Matthias Kleiner, Leiter des Instituts für Umformtechnik und Leichtbau, TU Dortmund
- Andreas Kreimeyer, Mitglied des Vorstandes und Sprecher der Forschung BASF SE
- Susanne Kunschert, Geschäftsführende Gesellschafterin der Pilz GmbH & Co. KG
- Gisela Lanza, Institutsleiterin Produktionssysteme am wbk, Karlsruher Institut für Technologie (KIT)
- Klaus-Dieter Maubach, Mitglied des Vorstandes der E.ON AG
- Jürgen Mlynek, Präsident der Helmholtz-Gemeinschaft
- Karsten Ottenberg, Vorsitzender der Geschäftsführung der Giesecke & Devrient GmbH
- Hermann Requardt, Mitglied des Vorstands der Siemens AG, CEO Sektor Healthcare
- August-Wilhelm Scheer, Gründer der IDS Scheer AG, Gründer und Vorsitzender des Aufsichtsrats der IMC AG
- Ingrid Sehrbrock, Stellvertretende Vorsitzende des Deutschen Gewerkschaftsbundes (DGB)
- Ursula Staudinger, Vizepräsidentin der Jacobs University Bremen gGmbH
- Günter Stock, Präsident der Berlin-Brandenburgischen Akademie der Wissenschaften
- Wolfgang Wahlster, Vorsitzender der Geschäftsführung des Deutschen Forschungszentrum für Künstliche Intelligenz GmbH (DFKI)
- Thomas Weber, Mitglied des Vorstands der Daimler AG, verantwortlich für Group Research & Mercedes Benz Cars Development
- Manfred Wittenstein, Vorstandsvorsitzender der Wittenstein AG